# Шроузбери (Пенсилванија)
Шроузбери (енгл. Shrewsbury) град је у америчкој савезној држави Пенсилванија.

## Демографија
По попису из 2010. године број становника је 3.823, што је 445 (13,2%) становника више него 2000. године.
| Група             | 2000.         | 2010.         |
| Белци             | 3.269 (96,8%) | 3.515 (91,9%) |
| Афроамериканци    | 27 (0,8%)     | 113 (3,0%)    |
| Азијати           | 26 (0,8%)     | 52 (1,4%)     |
| Хиспаноамериканци | 33 (1,0%)     | 96 (2,5%)     |
| Укупно            | 3.378         | 3.823         |